# Serbski Korpus Ochotniczy
Serbski Korpus Ochotniczy (serb. Српски Добровољачки Корпус, Srpski Dobrovoljački Korpus, niem. Serbisches Freiwilligen Korps) – serbska formacja zbrojna w służbie Niemiec działająca na obszarze tzw. Serbii Nedicia podczas II wojny światowej, zwana także Ljotićevci od jej ideologicznego przywódcy Dimitrija Ljoticia.

## Geneza
W lipcu 1941 na obszarze Serbii rządzonej przez gen. Milana Nedicia, stojącego na czele kolaboracyjnego rządu serbskiego, doszło do poważnych walk z partyzantką komunistyczną i czetnikami płk. Dražy Mihailovicia. Niemcy postawili gen. M. Nediciowi warunek do spełnienia; albo podejmie walkę z partyzantami, albo kraj zostanie dodatkowo okupowany przez Chorwację, Węgry i Bułgarię. 15 września przywódca serbski postanowił odwołać rząd, ale minister Mihailo Olćan przedstawił pomysł, żeby wydać odezwę do społeczeństwa dotyczącą formowania antykomunistycznych oddziałów. Następnego dnia zgłosiło się na ochotnika 234 członków faszystowskiego ugrupowania Zbor, kierowanego przez D. Ljoticia.

## Zarys historyczny
17 października 1941 utworzono Serbskie Dowództwo Ochotnicze na czele z płk. Konstantinem Mušickim, b. oficerem armii austro-węgierskiej i germanofilem. Dowództwo sformowało dwanaście kompanii liczących po 120-150 ludzi. Wielu ochotników pochodziło z organizacji Zbor, część stanowili serbscy uchodźcy z Chorwacji. Oficerowie nosili mundury armii jugosłowiańskiej z Krzyżem św. Jerzego na prawej piersi. Uzbrojenie było po części niemieckie, a po części pochodziło z magazynów b. armii jugosłowiańskiej. Oddziały były uzbrojone w karabiny, broń maszynową, moździerze i lekką artylerię. Żołnierze – oprócz przeszkolenia wojskowego – przechodzili także indoktrynację ideologiczną. Szefem komórki edukacyjnej był dziennikarz Ratko Parežanin. Potrzeby duchowe żołnierzy zaspokajał protojerej Aleksa Todorović.
Chrzest bojowy miał miejsce jeszcze w październiku w rejonie miejscowości Grocka, gdzie żołnierze mieli oczyszcić teren z partyzantów komunistycznych. Pierwsze straty wyniosły 2 ludzi za cenę 4 zabitych partyzantów. W listopadzie gen. M. Nedić postanowił powołać wspólne dowództwo dla Korpusu, Serbskiej Straży Państwowej i odłamu czetników Kosty Pećanaca. 22 listopada z połączenia tych formacji utworzono wspólną jednostkę nazwaną Korpus Šumadija pod dowództwem płk. K. Mušickiego. Został on przyłączony do niemieckiej 113 Dywizji, która walczyła z dużymi siłami partyzanckimi usiłującymi przedostać się na obszar włoskiej okupacji. Po ich pokonaniu Niemcy zwrócili się przeciw czetnikom płk. D. Mihailovicia. Jednakże został on poinformowany o niemieckich planach przez płk. K. Mušickiego i uniknął schwytania. W rezultacie płk K. Mušicki został aresztowany 9 grudnia w miejscowości Čačak, a na jego miejsce mianowano brygadiera Iliję Kukicia. Na skutek interwencji gen. M. Nedicia Niemcy wkrótce zwolnili płk. K. Mušickiego i powrócił on na stanowisko dowódcy Korpusu.
Na pocz. 1942 liczebność Korpusu wynosiła ponad 3,5 tys. ludzi, co było bardzo bliską liczbą do planowanej wielkości dla pięciu batalionów. W ciągu tego roku Korpus prowadził walki z partyzantami na południu Serbii, nie umiejąc całkowicie ich zniszczyć. W zachodniej części Serbii wespół z żandarmerią, Niemcami i czetnikami K. Pećanaca zaatakował z powodzeniem partyzanckie bataliony Kosmaj, Valjevo i Suvobor, które przedostały się z obszaru Bośni. Jedynie osłabionemu batalionowi Valjewo udało się przebić przez linie przeciwnika. Pod koniec 1942 dotychczasowe dwanaście kompanii połączono w pięć batalionów, które 1 stycznia 1943 otrzymały oficjalną nazwę Serbski Korpus Ochotniczy.
W ciągu 1943 Korpus walczył z partyzantami w rejonie miejscowości Požarevac, Kruševac, Aranđelovac, Mačva, a także czetnikami płk. D. Mihailovicia. 15 maja Niemcy schwytali w Czarnogórze komendanta tamtejszych czetników mjr. Pavle Đurišicia wraz z 4 tys. jego ludzi. Przywódca czetników został wkrótce wysłany do obozu do Polski, ale zdołał zbiec i w listopadzie pojawił się w Belgradzie. Aresztowany przez Gestapo został wypuszczony na wolność pod warunkiem przyłączenia jego sił do Korpusu. P. Đurišić zaakceptował tę propozycję, a z jego czetników sformowano nowe pododdziały. Sam został zastępcą dowódcy Korpusu płk. K. Mušickiego. W międzyczasie oddziały Korpusu toczyły ciężkie walki z czetnikami płk. D. Mihailovicia. 28 września czetnicy zabili dowódcę 4. batalionu Dušana Markovicia wraz z 20 żołnierzami, a krótko potem dowódcę 3. batalionu Miloša Vojnovicia Lautnera.
Latem 1943 bardzo wzrosła aktywność komunistycznej partyzantki na obszarze całej okupowanej Serbii. Powodowało to duże obawy Niemców i gen. M. Nedicia, który postanowił spotkać się w tej sprawie z Adolfem Hitlerem. 15 września doszło do wizyty w Obersalzbergu, podczas której serbski przywódca uzyskał zgodę A. Hitlera na powiększenie stanu Korpusu o dodatkowych pięć batalionów. Do 20 października zaszły zmiany w strukturze organizacyjnej Korpusu; pięć dotychczasowych batalionów rozbudowano do rozmiaru pułków składających się z dwóch batalionów. Rozmieszczenie pułków było następujące:
- 1 pułk – Valjevo,
- 2 pułk – Kragujevac,
- 3 pułk – Šabac,
- 4 pułk – Smederevo,
- 5 pułk – Kruševac.

Kwatera główna Korpusu mieściła się w Belgradzie.
Korpus prowadził ciężkie walki z partyzantami wiosną i latem 1944, uczestnicząc w kilku wielkich operacjach wespół z Niemcami i Bułgarami. Wiosną starł się z partyzanckimi 2. i 5. dywizjami w zachodniej Serbii. Latem walczył w rejonie miejscowości Toplice i Jablanice. Straty wyniosły ok. 700 zabitych i ok. 1,8 tys. rannych. W sierpniu liczebność Korpusu wzrosła do ok. 10 tys. ludzi.
We wrześniu 1944 partyzanci z pomocą Armii Czerwonej rozpoczęli ostateczną ofensywę w Serbii. Do największego starcia z Korpusem doszło 9 września, kiedy połączone siły Korpusu i czetników zostały całkowicie pobite. Po tej klęsce czetnicy postanowili przekroczyć rzekę Drina w celu kontynuowania walki na obszarze Bośni. Z kolei dowództwo Korpusu wydało rozkaz wycofania się do Słowenii, gdzie liczono na połączenie sił z tamtejszymi antykomunistycznymi oddziałami.
Odwrót rozpoczął się 8 października przy ciągłych atakach ze strony partyzantów i Sowietów. Najpierw rzekę Sawa przeszły 1. Pułk pod dowództwem mjr. Iliji Mićaševicia i 4 pułk mjr. Vojislava Dimitrijevicia. Z powodu ataku sił partyzanckich w rejonie miejscowości Šabac z opóźnieniem zrobił to 3 pułk mjr. Jovana Dobrosavljevicia, dołączając wkrótce do reszty sił w mieście Ruma. 2 pułk mjr. Marisava Petrovicia przekroczył rzekę koło miejscowości Obrenovac. Po drugiej stronie pozostały natomiast 2. i 3. bataliony 5. Pułku. Doszły one do Niszu, gdzie zorientowały się, że Armia Czerwona po zajęciu miejscowości Aleksinac zablokowała im drogę przemarszu do Belgradu. W takiej sytuacji dowódca 5. Pułku zmienił plan działania i postanowił wycofywać się z Niemcami na obszar Bośni. Z kolei 1 batalion po przekroczeniu przez Sowietów Dunaju przeszedł do Belgradu, a następnie przekroczył Sawę i dołączył do głównych sił Korpusu, stając się częścią 4. Pułku. Większość oddziałów wyruszyła do Sremskiej Mitrovicy, gdzie miały czekać na transport kolejowy do Słowenii.
W listopadzie Korpus decyzją Berlina został włączony w skład Waffen-SS. Była to jednak tylko formalne postanowienie, gdyż Serbowie nigdy nie nosili mundurów Waffen-SS i nie podlegali rozkazom tej formacji. Ich położenie było bardzo podobne do sytuacji XV Kozackiego Korpusu Kawalerii SS.
Po przybyciu na obszar Słowenii oddziały Korpusu skoncentrowały się w rejonie miejscowości Ilirska Bistrica i Postojna. D. Ljotić podjął rozmowy z komendantem słoweńskich sił antykomunistycznych gen. Leonem Rupnikiem i biskupem Lublany Gregorijem Rožmanem, które doprowadziły do nawiązania współpracy. W Ilirskiej Bistricy powstały dwa obozy szkoleniowe dla nowych ochotników do Korpusu, jeden dla oficerów i jeden dla szkolenia ideologicznego. Natomiast część 5 pułku, która przeszła z wojskami niemieckimi do Bośni, także wyruszyła do Słowenii. Kilkudziesięciu oficerów i żołnierzy ujęli jednak chorwaccy ustasze, którzy traktowali Serbów jak niebezpiecznych wrogów swojego państwa. Przewieźli ich do Zagrzebia i zastrzelili.
Pierwszą większą akcją Korpusu w Słowenii był udział w grudniu w operacji antypartyzanckiej w górach Trnovska. 500 Serbów z 1 pułku działało wespół z niemieckim 10 pułkiem policji SS, włoskimi oddziałami Republiki Salo i siłami Słoweńskiej Domobrany. Następna kampania w marcu 1945 była skierowana przeciwko 9. Korpusowi partyzanckiemu J. B. Tity. Korpus wydzielił dwa bataliony do uderzenia na partyzantów skoncentrowanych w rejonie miejscowości Lokve. Całość sił była podzielona na 2 grupy bojowe, w skład których wchodziły ponadto trzy niemieckie bataliony policyjne SS i dwa bataliony piechoty z 730 pułku piechoty, część 1 pułku Słoweńskiej Domobrany i jeden kaukaski batalion. Osiągnięto umiarkowane zwycięstwo, gdyż osłabione siły partyzanckie zostały zmuszone do wycofania się z rejonu koncentracji. W okresie od 19 marca do 7 kwietnia zorganizowano kolejną operację przeciwko partyzanckiemu 9. Korpusowi. Ze strony Korpusu uczestniczyły w niej silne elementy 1., 2., 3. i 4. Pułku. Działały one wzdłuż drogi Idrija-Rijeka-Grahovo-Podbrdo. Pomimo dużych strat po obu stronach większości partyzantów udało się przedrzeć przez nieprzyjacielskie linie.
W międzyczasie 27 marca nowym dowódcą Korpusu został gen. Miodrag Damjanović. Formacja była wówczas przydzielona pod zwierzchnictwo wyższego dowódcy SS i policji Triestu SS-Gruppenführera Odilo Globocnika. Krótko potem doszło w Trieście do spotkania specjalnego wysłannika A. Hitlera na Bałkany, Hermanna Neubachera z D. Ljoticiem, podczas którego poruszono temat niemieckich obaw co do przyszłego kontaktu Serbów z wojskami alianckimi, nacierającymi z Włoch. D. Ljotić zadeklarował lojalność Korpusu wobec Niemców.
W tym czasie partyzancka 4. Armia J. B. Tity kierowała się wzdłuż wybrzeża morskiego do Istrii, a stamtąd do centralnej i zachodniej Słowenii. Niemiecka Grupa Armii E natychmiast wydała rozkazy, aby LXXXXVII Korpus Armijny zajął pozycje obronne wokół miasta Rijeka i zablokował natarcie sił partyzanckich. Około 20 kwietnia Jugosłowianie zaatakowali Rijekę. Niemieckie dowództwo rozkazało 188 Rezerwowej Dywizji Górskiej przeprowadzenie niespodziewanego ataku na koncentrujących się pod Rijeką partyzantów ze wsparciem 2., 3. i 4. pułków Korpusu. Jednakże nie zdążyły one dojść na czas do miejsca spotkania z Niemcami. W rezultacie natarcie niemieckiej dywizji górskiej zakończyło się niepowodzeniem. Część sił partyzanckich obeszła miasto i ruszyła na północ w kierunku Triestu.
W tym czasie Korpus został wysłany do Ljubljany i przeszedł pod zwierzchnictwo wyższego dowódcy SS i policji Karyntii SS-Obergruppenführera Roesnera, sprawującego naczelnego dowództwo nad siłami niemieckimi na tym obszarze. Podległe mu wojska miały za zadanie zabezpieczenie szlaków komunikacyjnych wiodących z północnej Słowenii do Austrii w celu umożliwienia odwrotu siłom niemieckim z Chorwacji. Korpus był wówczas podzielony na 2 grupy: jedna znajdowała się w centralnej Słowenii i wycofywała się do Austrii, druga zaś przebywała w zachodniej części Słowenii, kierując się w stronę Włoch.
22 kwietnia miało miejsce kolejne spotkanie H. Neubachera z D. Ljoticiem. Wobec spodziewanego całkowitego załamania się obrony sił niemieckich na Bałkanach i we Włoszech niemiecki wysłannik chciał dowiedzieć się o planach Serbów na przyszłość. Jednakże następnego dnia podczas przejazdu samochodem D. Ljotić zginął w wyniku nalotu samolotu alianckiego.
Kiedy 29 kwietnia partyzanckie siły J. B. Tity zbliżyły się do rejonu Triestu, gen. Damjanović rozkazał 1. i 5. pułkom, liczącym wówczas ok. 2,4–2,8 tys. ludzi, przekroczyć granicę z Włochami, gdzie 5 maja w Palmanova poddały się wojskom brytyjskim. Natomiast pozostałe siły Korpusu – po przejściu na terytorium Austrii – poddały się Brytyjczykom 12 maja w mieście Unterbergen nad rzeką Drawą. 20 dni później zostali oni przekazani partyzantom J. B. Tity; część natychmiast rozstrzelano w rejonie miejscowości Kočevski Rog, pozostałych osadzono wraz z ok. 10 tys. Słoweńców w obozie w St. Vid koło Ljubljany. Wkrótce także tych ludzi partyzanci rozstrzelali. Natomiast część Korpusu we Włoszech została przetransportowana przez Brytyjczyków do obozu w Münster w Niemczech, skąd zostali ostatecznie zwolnieni w poł. 1947 Generał Mušicki został odesłany do Jugosławii, gdzie w 1946 wykonano na nim karę śmierci.

## Struktura Korpusu
styczeń 1943
- 1 batalion w składzie trzech kompanii
- 2 batalion w składzie trzech kompanii
- 3 batalion w składzie trzech kompanii
- 4 batalion w składzie trzech kompanii
- 5 batalion w składzie trzech kompanii
- batalion samochodów pancernych (ok. 20 pojazdów)
- szwadron kawalerii
- grupa lotnicza (6 samolotów)

1944
- 1 pułk w składzie trzech batalionów
- 2 pułk w składzie trzech batalionów
- 3 pułk w składzie trzech batalionów
- 4 pułk w składzie trzech batalionów
- 5 pułk w składzie trzech batalionów
- 2 pułk żelazny
- batalion artylerii
- batalion samochodów pancernych
- szwadron kawalerii
- grupa lotnicza